# Окупация на Балтийските държави
Окупацията на Балтийските държави включва военна окупация на трите Прибалтийски републики – Естония, Латвия и Литва от Съветския съюз през юни 1940 г. под покровителството на подписания през 1939 г. пакт Рибентроп-Молотов. Те са анексирани като съюзни републики на СССР през август 1940 г. На 22 юни 1941 г. Германия напада Съветския съюз и след седмици вече е окупирала Прибалтика. През юли Третият райх инкорпорира прибалтийските територии в своя Райхскомисариат Остланд. В резултат на Балтийската офанзива на Червената армия от 1944 г., Съветският съюз отново превзема Прибалтика и обгражда останалите германски части там до формалното им предаване през май 1945 г. Съветската окупация на Прибалтика продължава до август 1991 г., когато трите държави възвръщан независимостта си.
Балтийските страни, Европейският парламент, Европейският съд по правата на човека и Съвета на ООН по правата на човека считат, че трите държави са били нападнати, окупирани и незаконно инкорпорирани в Съветския съюз под условията на тайния протокол към пакта Рибентроп-Молотов След това са окупирани от Нацистка Германия в периода 1941 – 1944 г., а след това отново от Съветския съюз до 1991 г.
В преразглеждането си на съветската история, започнало по време на Перестройката в края на 1980-те години, Съветският съюз осъжда тайния протокол с Германия от 1939 г. Въпреки това, Съветският съюз така и не признава формално присъствието си в Прибалтика като окупация или анексия, считайки, че те са се „присъединили“ като съюзни републики. От друга страна, Руската съветска федеративна социалистическа република през 1991 г. признава събитията от 1940 г. за анексиране. Ревизионистката руска историография и учебниците в училище все още поддържат, че Балтийските страни са се присъединили на своя воля към Съветския съюз, след като народите им са провели социалистически революции, независими от съветската власт. Днешното правителство на Руската Федерация настоява, че инкорпорирането на Балтийските държави в СССР е било в съответствие с международното право и не е получило възражения по време на Ялтенската конференция през февруари 1945 г. или Потсдамската конференция през юли-август същата година. Все пак, Русия се съгласява на европейското изискване да „подпомага на хората, депортирани по време на окупацията в Прибалтика“, след като се присъединява към Съвета на Европа през 1996 г. Освен това, когато РСФСР подписва отделен договор с Литва през 1991 г., тя признава анексирането от 1940 г. като нарушение на литовския суверенитет.
Повечето западни правителства поддържат мнението, че суверенитетът на Балтийските държави не е бил законно отстранен и продължават да ги признават като суверенни политически единици, наследили държавните им апарати отпреди 1940 г. Балтийските републики получава независимост през 1991 г., докато СССР се разпада. Русия започва да изтегля войските си от тези държави през август 1993 г., започвайки с Литва. Пълното им изтегляне приключва през август на следващата година. През август 1998 г. Русия вече напълно е приключила военното си присъствие в тези страни, изключвайки радарната станция Скрунда-1 в Латвия. Радарната инсталация е върната в Русия, а мястото отново става притежание на Латвия, като последният руски войник напуска територията на Прибалтика през октомври 1999 г.